# 쿠에티아핀
쿠에티아핀(Quetiapine)은(상품명으로 '쎄로켈' 등이 사용된다), 디벤조티아제핀(Dibenzothiazepine) 계열에 속하는 조현병 치료제로, 영국 아스트라제네카(Astrazeneca)가 개발하여 조현병, 조울증 등 주요 우울 장애 치료의 부가 요법제(장기 지속형 서방정인 '쎄로켈 XR'에 한함)에 사용되는 비정형적 항정신병제제이다.

## 효능 및 효과
도파민 D2 수용체와 세로토닌 5-HT2 수용체에 대한 길항 작용을 통해서 항정신병 작용을 나타내는 디벤조티아제핀(Dibenzothiazepine) 계열에 속하는 조현병 치료제로, 조현병의 급성 악화 등 양성 및 음성 증상을 개선시켜, 추체 외로계 이상 반응 발현률이 낮으며, 혈중 프로락틴 농도에 영향을 미치지 않아 프로락틴과 관련된 이상반응(발기부전, 유즙 준비 과다, 여성형 유방, 무월경증 등)의 발현율이 낮은 특징을 지니고 있으므로, 복약 순응도가 뛰어난 만큼 내약성이 우수하다.
더욱이, 약물이 서서히 흡수되는 젤매트릭스 제법으로 복약 순응도를 높인 '쎄로켈 XR(서방정)'의 경우, 1일 1회 복용해도 24시간 동안 체내 약물 농도를 유효 범위 내에 유지시켜 약효가 오래 유지되므로, 성인의 우울증 치료를 위한 주요 우울 장애 치료의 부가 요법제로 승인되어 있다. 쿠에티아핀의 부작용중 하나는 수면인데, 이를 이용하여 수면제로도 사용된다.

## 종류
물질 및 용도 특허 만료 이후에, 국내 업체인 환인제약을 비롯한 명인제약에서 제네릭 의약품으로 출시한 바 있다.
- 정제(SR)
  - 쎄로켈(Seroquel)정(한국아스트라제네카) 25/100/200/300mg
  - 쿠에타핀정(환인제약)/큐로켈정(명인제약) 12.5/25/50/100/200/300mg
- 서방정(XR)
  - 쎄로켈서방정(한국아스트라제네카)/쿠에타핀서방정(환인제약)/큐로켈서방정(명인제약) 50/150/200/300/400mg

## 적응증
- 조현병
- 양극성 장애와 관련된 조증 및 우울 삽화의 치료 (쿠에티아핀 투여로 조증, 혼재 또는 우울 삽화에 반응을 보인 환자들에 있어서, 양극성 장애의 재발 방지)
- 주요 우울증 치료의 부가 요법제 (서방형 제제인 XR에 한함)

## 같이 보기
- 리튬